# Uvariopsis noldeae
Uvariopsis noldeae är en kirimojaväxtart som beskrevs av Arthur Wallis Exell och Francisco de Ascencão Mendonça. Uvariopsis noldeae ingår i släktet Uvariopsis och familjen kirimojaväxter. Inga underarter finns listade i Catalogue of Life.